# 薩紹納山
47°0′43.2″N 9°41′52.6″E / 47.012000°N 9.697944°E
薩紹納山（Sassauna），是瑞士的山峰，位於該國東南部，由格勞賓登州負責管轄，屬於雷蒂孔山的一部分，海拔高度2,308米，每年平均降雨量1,729毫米。